# Theresa Zabell Lucas
Theresa Zabell Lucas (Ipswich, Regne Unit 1965) és una regatista de vela esportiva espanyola que aconseguí dues medalles d'or en els Jocs Olímpics i més de cinc títols mundials en la classe 470.

## Biografia
Va néixer el 22 de maig de 1965 a la ciutat d'Ipswich, població situada al comtat de Suffolk. De ben petita s'establí a la ciutat de Màlaga, esdevenint membre del Real Club deportivo Mediterráneo.

## Carrera esportiva
Va iniciar la seva carrera esportiva el 1979 a la ciutat de Màlaga, si bé el seu primer triomf destacat va ser el 1985 en proclamar-se campiona del món en la classe Europa. El 1991 es proclamà campiona d'Espanya en la classe 470, títol que repetí els anys 1992 i 1994. El 1992 va participar en els Jocs Olímpics d'Estiu de 1992 celebrats a Barcelona, on aconseguí guanyar la medalla d'or en la classe 470 al costat de Patricia Guerra, i amb la qual van esdevenir les primeres esportistes espanyoles en aconseguir una medalla d'or en uns Jocs Olímpics. Aquell mateix es proclamà també campiona del món d'aquesta classe.
El 1993 es proclamà campiona de la classe 470 en els Jocs del Mediterrani disputats al Llenguadoc-Rosselló (França) al costat de Begonya Via-Dufresne, i el 1994 aconseguí el Campionat del Món, el Campionat d'Europa així com la Copa del Món de l'especialitat. L'11 de novembre d'aquell any fou escollida millor regatista femenina mundial per la Unió Internacional de Vela. En els Jocs Olímpics d'Estiu de 1996 realitzats a Atlanta (Estats Units) aconseguí repetir la medalla d'or aconseguida a Barcelona en la classe 470.
Es retirà de la competició el 1997, si bé retornà breument el 1998 per participar en diverses regates, aconseguint la victòria en la Carnaval Race Regata de Portugal al costat de Sandra Azón.

## Carrera política
Membre del Partit Popular, fou escollida eurodiputada al Parlament Europeu en les eleccions de 1999, càrrec que ostentà fins al 2004.